# Sharon Marley
Sharon Marley Prendergast (* 23. listopadu 1964) je jamajská zpěvačka, tanečnice a kurátorka. Je dcerou Rity Marleyové, svého biologického otce nezná. Bob Marley ji adoptoval, když se s Ritou oženil. Byla členem kapely Ziggy Marley and The Melody Makers společně se svými mladšími bratry a sestrami. Se skupinou získala 3 ceny Grammy.

## Kariéra

### 1980-1999: Začátky se skupinou The Melody Makers
Tvořila na přání svého otce Boba Marleyho, po jeho smrti v roce 1981 si ona a The Melody Makers začali tvořit hudbu po svém. Jejich vize byla podobná jako otcovo přání a to spojovat lidi pomocí hudby reggae. Kapela se skládá ze čtyř dětí Boba Marleyho - zpěvák, kytarista a frontman Ziggy, zpěvák a bubeník Stephen a Cedella a zpěvačka Sharon.
Skupina vydala přes 10 alb, z toho 3 vyhrály cenu Grammy - Conscious Party, One Bright Day a Fallen is Babylon. Jejich největší hity byly Tumblin' Down, k jejich oblíbeným hitům, které se umístili v hitparádách patří Tomorrow People, Everyone Wants To Be, Look Who's Dancin' a Power To Move Ya.
V roce 1989 si zahrála ve filmu The Mighty Quin roli Jody. Její píseň I'm Hurting Inside, kterou nazpívala společně s Sheryl Lee Ralph a Cedellou Marley, je součástí soundtracku k filmu.

### 2002 - současnost: Rozpad skupiny The Melody Makers a samostatná tvorba
V roce 2002 se po světovém turné skupina rozpadla. Sharon nyní podniká s nadací Ghetto Youth United společně s ostatními členy skupiny. Také je kurátorkou v muzeu o Bobu Marleym. Je manažerkou Total Care Learning Centre (TCLC) na Lady Musgrave Road v hlavním městě Jamajky; v Kingstonu.

## Osobní život
Sharon má čtyři děti jménem Donisha, Ingemar, Peter a Shane. Cvičí jógu a každý den 15 minut medituje.